# Gerd Graßhoff
Gerd Graßhoff (* 12. Juni 1957 in Moers) ist ein deutscher Wissenschaftshistoriker und Philosoph.

## Leben
Gerd Graßhoff studierte Physik, Mathematik, Philosophie und Geschichte der Naturwissenschaften an den Universitäten Bochum, Hamburg und Oxford. Er wurde im Jahr 1986 am Institut für Geschichte der Naturwissenschaften der Universität Hamburg mit einer Dissertation über „Die Geschichte des Ptolemäischen Sternenkatalogs. Zur Genesis des Sternenverzeichnisses aus Buch VII und VIII des Almagest“ promoviert. Die Habilitation erfolgte im Jahr 1995 mit der Arbeit „Die Kunst wissenschaftlichen Entdeckens – Grundzüge einer Theorie epistemischer Systeme“.
1986 bis 1990 forschte und arbeitete er zunächst als member, dann als visitor des Institute for Advanced Study Princeton mit Otto Neugebauer. 1990 bis 1991 war Graßhoff Minerva-Stipendiat am Cohn Institute for the History and Philosophy of Science and Ideas, Tel Aviv. Von 1995 bis 1999 arbeitete er am Max-Planck-Institut für Wissenschaftsgeschichte in Berlin. Von 1999 bis 2010 war Graßhoff Lehrstuhlinhaber der Professur für Wissenschaftstheorie und Wissenschaftsgeschichte sowie Direktor des Instituts für Philosophie an der philosophisch-historischen Universität Bern sowie der philosophisch-naturwissenschaftlichen Fakultät des Fachbereichs Physik/Astronomie/Wissenschaftstheorie. Seit Oktober 2010 ist er Professor für Wissenschaftsgeschichte der Antike an der Humboldt-Universität zu Berlin. Zwischen 2010 und 2019 leitete er das Exzellenzcluster TOPOI der Humboldt-Universität.
Seit 2016 ist Graßhoff außerdem Fellow am Max-Planck-Institut für Wissenschaftsgeschichte. In seinem Forschungsprojekt als Max Planck Fellow untersucht er unter anderem die Entwicklung von Textüberlieferungen, wobei er sich auf algorithmische Methoden stützt.

## Wirken
Wittgensteins Tractatus steht im Zentrum der Untersuchungen zur Naturphilosophie des beginnenden 20. Jahrhunderts. Danach formulierten Heinrich Hertz’ Prinzipien der Mechanik ein philosophisches Leitbild der „exakten Wissenschaften“, das nicht nur Wittgenstein als Leitbild analytischer Sprachphilosophie, sondern auch der Wiener Kreis übernimmt. Für diese Untersuchungen entstanden Editionen der verschiedenen Fassungen des Tractatus sowie der Psychologie Paul Engelmanns.
Die wissenschaftstheoretischen Untersuchungen betreffen viele Entdeckungsprozesse aus allen Epochen. An der Entdeckung der Harnstoffsynthese durch Hans Krebs und Kurt Henseleit 1931/32 wurde gezeigt, wie in einem schrittweisen Prozess von Experimententwurf, kausalem Schließen und Hypothesengenerierung neue Erkenntnisse gewonnen werden. Vergleichbare Fälle entlarven ein heuristisches Prinzip vom plötzlichen, unmotivierten „Heureka“ als Fiktion. Ein Computermodell von Forschungshandlungen der Entdeckung von Krebs konnte erstmals 1995 einen komplexen historischen Forschungsprozess erfolgreich simulieren. Dazu wurde die Regularitätstheorie der Kausalität weiterentwickelt und John Mackies Einwand der „Hooters“ gelöst. Das gewonnene Computermodell wissenschaftlicher Entdeckungen wurde erfolgreich dazu benutzt, simultan zum Forschungsprojekt des Hamburger Quasar Survey ein Teilprojekt zur Suche von Quasaren durchzuführen und parallel wissenschaftstheoretisch zu dokumentieren. Solche Modelle wurden erfolgreich zur wissenschaftshistorischen Untersuchung von Forschungsprozessen wie dem zur Kalten Kernfusion angewendet.
Arbeiten zur Astronomiegeschichte erstrecken sich von Anfängen in der Antike, ihrer mittelalterlichen astronomischen Rezeption bis zur kopernikanischen Revolution einschließlich Michael Mästlin und Johannes Kepler. Keplers „Kampf um den Mars“ wurde als ein in Keplers Augen gescheiterter Versuche entdeckt, die Bewegung des Mars ursächlich zu erklären. Kepler selbst hat infolgedessen die nach ihm bezeichneten Gesetze nie „Naturgesetze“ genannt.
Die Wissenschaft wird als Prozess kooperativer Forschungshandlungen untersucht. Die ATLAS Collaboration des CERN erlaubte der Forschergruppe von Graßhoff die Teilnahme an ihrer Forschungskommunikation. So konnte der Verlauf der Genese kollektiven Wissens auf täglicher Basis an Memos, E-Mails und Preprints nachvollzogen werden.
Den Zusammenhang von Wissen und materiellen Objekten untersuchen das Digitale Pantheon Projekt sowie das Ancient Sundials Project. Sie zeigen, wie es möglich ist, trotz fehlender textlicher Dokumente das verwendete geometrische Wissen zum Bau der Gegenstände zu rekonstruieren und somit als eigenständige Gattung wissenschaftshistorischer Quellen zu behandeln.
Graßhoffs gegenwärtige Forschung erweitert die Modelle wissenschaftlicher Forschungsprozesse um die Untersuchung von großen Forschungsgemeinschaften oder ganzen Epochen. Dieses umfasst technologische Innovationsprozesse und deren charakteristische Entwicklungsverläufe.

## Auszeichnungen und Ehrungen
- 2016: Max Planck Fellow am Max-Planck-Institut für Wissenschaftsgeschichte Berlin
- 2009: Zum Mitglied des International Scientific Board des Minerva Humanities Center in Tel Aviv, Israel gewählt
- 2007: Wahl zum Vizepräsidenten der Euler-Kommission des Bernoulli-Euler-Zentrums (BEZ), Basel, Schweiz
- 2002: Mitglied der Euler-Kommission des Bernoulli-Euler-Zentrums (BEZ), Basel, Schweiz
- 2002: Zum Mitglied der Leopoldina gewählt
- 2002: Mitglied der Académie internationale d’histoire des sciences
- 1992: Heinz-Maier-Leibnitz-Preis der Deutschen Forschungsgemeinschaft (DFG)

## Schriften
- Graßhoff, G. & Meyer, M. (Eds.): Innovationen der Antike, Philipp von Zabern, Mainz 2018, ISBN 3805350945.
- Hool, A. & Graßhoff, G.: Die Gründung der Schweizerischen Physikalischen Gesellschaft: Festschrift zum hundertjährigen Bestehen. Bern Studies, 2008, ISBN 978-3-9522882-8-3.
- Hentschel, A. & Graßhoff, G.: Albert Einstein: „Jene glücklichen Berner Jahre“. Stämpfli, 2005, ISBN 3-7272-1176-8.
- Nickelsen, K. & Hool, A. & Graßhoff, G.: Theodore von Kármán: Flugzeuge für die Welt und eine Stiftung für Bern. Birkhäuser, 2004, ISBN 3-7643-7135-8.
- Baumgartner, M. & Graßhoff, G.: Kausalität und kausales Schliessen: Eine Einführung mit interaktiven Übungen. Bern Studies, 2004, ISBN 3-9522882-1-7.
- Graßhoff, G. & Eastwood, B.: Planetary Diagrams For Roman Astronomy in Medieval Europa, ca. 800 – 1500. American Philosophical Society, 2004, ISBN 0-87169-943-5.
- Graßhoff, G. & Treiber, H.: Naturgesetz und Naturrechtsdenken im 17. Jahrhundert. Kepler – Bernegger – Descartes – Cumberland. Fundamenta Juridicia. Nomos Verlagsgesellschaft, 2002, ISBN 3-7890-8215-5.
- Graßhoff, G.: The history of Ptolemy’s Star Catalogue. Springer, 1990.

## Herausgeberschaft
- G. Graßhoff, & M. Meyer (Hrsg.): Innovationen der Antike. wbg Philipp von Zabern, Darmstadt, 2018, ISBN 978-3-8053-5094-5.
- Graßhoff, G. & Wüthrich, A. (Hrsg.): MetaATLAS: Studien zur Generierung, Validierung und Kommunikation von Wissen in einer modernen Forschungskollaboration. Bern Studies, 2012, ISBN 978-3-9523904-0-5.
- Graßhoff, G. & Heinzelmann, M. (Hrsg.): The Bern Digital Pantheon Project: Plates (The Pantheon in Rome). LIT, 2009, ISBN 978-3-8258-1964-4.
- Graßhoff, G. & Schwinges, C.: Innovationskultur. Vdf. Hochschulverlag, 2008, ISBN 978-3-7281-3025-9.
- Graßhoff, G. (Hrsg.): Wittgenstein’s World of Mechanics. Including Transcripts of Lectures by Wittgenstein’s Teacher Joseph Petzold and Related Texts on Mechanics. Springer, Wien, New York 2006, ISBN 3-211-32816-5.
- Stückelberger, A. & Graßhoff, G. (Hrsg.): Klaudios Ptolemaios. Handbuch der Geographie. Schwabe, 2006, ISBN 3-7965-2148-7.
- Graßhoff, G. & Lampert, T. (Hrsg.): Ludwig Wittgensteins Logisch-philosophische Abhandlung: Entstehungsgeschichte und Herausgabe der Typoskripte und Korrekturexemplare. Springer, 2004, ISBN 3-211-83782-5.
- Graßhoff, G. & Lampert, T. (Hrsg.): Paul Engelmann: Psychologie graphisch dargestellt. Springer, Wien New York 2005, ISBN 3-211-24490-5.

## Artikel
- Graßhoff, G. & Fischer, G.: Copernicus's Heliograph at Olsztyn - the 500th Anniversary of a Scientific Milestone. Edition Topoi, Berlin 2017, doi:10.17171/2-7.
- Graßhoff, G. & Mittenhuber, F. & Rinner, E.: Of paths and places: the origin of Ptolemy’s Geography. In: Mathieu Ossendrijver, John Steele (Hrsg.): Archive for History of Exact Sciences. Band 71. Springer, Berlin, Heidelberg 2017, S. 81–101.
- Graßhoff, G. & Wenger, E.: The Coordinate System of Astronomical Observations in the Babylonian Diaries. In: Mathieu Ossendrijver, John Steele (Hrsg.): Studies on the Ancient Exact Sciences in Honor of Lis Brack-Bernsen. Band 44. edition topoi, 2017, ISBN 978-3-9816384-5-5, S. 81–101.
- Graßhoff, G.: Panbabylonismus als Mythos der Kulturentwicklung. In: Helmrath, Johannes J. & Hausteiner, Eva Marlene & Jensen, Ulf (Hrsg.): Antike als Transformation. Konzepte zur Beschreibung kulturellen Wandels. De Gruyter, 2017, S. 16–39.
- Graßhoff, G. & Rinner, E. & Mathieu Ossendrijver, John Steele & Defaux, O. & Schreiber, M. & Villey, E.: Longitude. In: eTopoi. Journal for Ancient Studies. Band 6. Edition Topoi, 2016, S. 634–677.
- Graßhoff, G. & Berndt, Chr.: Decoding the Pantheon Columns. In: Architectural Histories. Band 2, 2014, S. 1–14, doi:10.5334/ah.bl.
- Graßhoff, G.: Ptolemy and Empirical Data. In: Neef, Sonja A. J. & Sussman, Henry & Boschung, Dieter (Hrsg.): Astroculture. Figurations of Cosmology in Media and Arts. Wilhelm Fink, 2014, S. 32–44.
- Graßhoff, G.: Globalization of Ancient Knowledge: From Babylonian Observations to Scientific Regularities. In: Renn, J. (Hrsg.): Globalization of Knowledge in History. epubli GmbH, 2012, ISBN 978-3-8442-2238-8, S. 175–190.
- Graßhoff, G.: Der „Kampf um den Mars“ als größte wissenschaftliche Niederlage Johannes Keplers. In: Physica et historia. Halle 2005, S. 79–90.
- Graßhoff, G. & Samuel Portmann, A. W.: Minimal Assumption Derivation of a Bell-type Inequality. In: British Journal for the Philosophy of Science. Band 56, 2005, S. 663–680.
- Christlieb, N. & Wisotzki, L. & Graßhoff, G.: Statistical methods of automatic spectral classification and their application to the Hamburg/ESO survey. In: A&A. Band 391, 2002, S. 397–406.
- Graßhoff, G. & May, M.: Causal regularities. In: Spohn, W. & Ledwig, M. & Esfeld, M. (Hrsg.): Current Issues in Causation. Mentis Verlag, 2001, S. 84–114.
- Graßhoff, G.: Normal Star Observation in Late Astronomical Babylonian Diaries. In: Swerdlow, N. (Hrsg.): Ancient Astronomy and Celestial Divination. MIT Press, 1999, S. 97–147.
- Graßhoff, G.: Hertzian objects in Wittgenstein’s tractatus. In: British Journal for the History of Philosophy. 1997.